# Time-lapse
A time-lapse egy fotózási technika, amikor a hosszú idő alatt felvett képeket utána rövid időn belül lejátsszák. A nézőben az idő múlásának érzetét kelti, ezért nevezik az idő fotózásának is. Maga a terminus is ezt jelöli: az idő múlása.

## A technika eredete
Az első ismert alkalmazását Georges Méliès filmjében, a Carrefour De L'Opera (1897) című műben találni. Később, a XX. században Jean Comandon és Pathé fivérek voltak az úttörői, akik főként biológiai jelenségeket fényképeztek. A legtöbbet a technika népszerűsítéséért Dr. John Ott fényképész és filmes tett, aki egy melegházban fotózott növényeket, később könyvet írt és TV-műsort is vezetett.

## Time-lapse a filmekben
John Ottnak köszönhető, hogy a time-lapse megjelent 1956-ban Walt Disney Az élet titka című filmjében, amely egy klasszikus dokumentumfilm. Az első világszerte is ismert alkotás, amiben ezt a technikát használták, a Koyaanisqatsi - Kizökkent világ (1983) volt, Godfrey Reggio filmje. A narráció nélküli, csupán képeket és zenét tartalmazó alkotás különálló műfajt is teremtett felhőket, városi tömegeket ábrázoló képeivel. A munkában részt vevő Ron Fricke később önálló filmjeiben, például a Világok arca: Baraka (1992) című művében, amely szintén egyfajta dokumentarista alkotás, ugyancsak erre a technikára épít, de már 70 mm-es filmre veszi a képeket. A time-lapse ma már elterjedt széles körben, számos film alkalmazza a technikát. Magyarországon Dancsó Péter lett ismert time-lapse videóival, amelyek Budapestet örökítik meg.

## A time-lapse technikája
A filmek sebessége többnyire 24 vagy 30 képkocka per másodperc, vagyis egy másodperc alatt a néző szeme előtt ennyi állókép pereg le, ami már a tudatban mozgást vagy változást érzékeltet és megfelel az általunk megszokott és érzékelt sebességnek. Ha egy filmet 12 képkocka per másodperc sebességben vesznek fel, akkor a mozgást kétszer gyorsabbnak érzékeljük. Time-lapse fotózásnál lehet, hogy csak 1 képkockát veszünk fel óránként (pl. a Nap útját fotózzuk és minden órában készítünk egy felvételt a horizontról), de amikor a nap végén visszajátsszuk, egy másodpercben fogjuk látni mind a 24 óra képét és egyetlen mozgást érzékelünk majd. Time-lapse fotózáshoz két kellékre lesz szükség a fényképezőgépen kívül: egy intervalométerre és egy állványra. Az intervalometer (vagy timer remote) a fényképező helyett exponál, azaz nem kell végig ott lennünk a gép mellett, számolva a másodperceket. A műszernek megadható, hogy milyen rendszerességgel milyen záridővel készítsen képeket. Az állvány pedig azt szolgálja, hogy a gép fixen álljon (órákig nem tudnánk tartani a kezünkben). Fontos kérdés az is, hogy hány másodpercenként történjen exponálás. Ez függ a témától is, meg attól, hogy milyen hosszú filmet szeretnénk. Egy egyperces film elkészítéséhez például (24 kocka per másodperc értékkel számolva) 1440 expóra van szükség.

## Fordítás
Ez a szócikk részben vagy egészben  a   Time-lapse photography című angol Wikipédia-szócikk fordításán alapul.  Az eredeti cikk szerkesztőit annak laptörténete sorolja fel. Ez a jelzés csupán a megfogalmazás eredetét és a szerzői jogokat jelzi, nem szolgál a cikkben szereplő információk forrásmegjelöléseként.

## Külső hivatkozások
- Spottr cikk a time-lapse fotózásról
- Time-lapse videó Szegedről
- Érdekes Timelapse videók
- A teljes Baraka-film